# Корни-Албешти (Васлуј)
Корни-Албешти (рум. Corni-Albești) насеље је у Румунији у округу Васлуј у општини Албешти. Oпштина се налази на надморској висини од 224 m.

## Становништво
Према подацима из 2002. године у насељу је живело 1396 становника, од којих су сви румунске националности.